# باشگاه فوتبال سبحان دارو رشت
باشگاه فوتبال سبحان دارو رشت یک باشگاه فوتبال در شهر رشت، ایران است. در سال ۱۳۹۵ با قهرمانی در جام گیل به مسابقات لیگ دسته سوم فوتبال ایران صعود کرد.
این تیم تحت پوشش هولدینگ گروه دارویی سبحان دارو رشت به شمار می‌آید.

## افتخارات
- قهرمانی جام گیل ۱۳۸۳
- قهرمانی جام حذفی گیلان ۱۳۸۵
- قهرمانی جام حذفی گیلان ۱۳۸۸
- قهرمانی جام گیل ۱۳۹۵[۴]

## کادر باشگاه
- رئیس هیئت مدیره: اکبر برندگی
- مدیرعامل: رسول سماکچی
- سرمربی: حسین کارجو
- سرپرست: قربانعلی ثابت قدم
- مربی: مهدی خباز
- کمک مربی: ابراهیم میرزائی[۴]